# Canal Teleshop
Canal Teleshop a fost un post de televiziune din România, înființat în 2004. Acesta prezenta emisiuni de tip teleshopping. 
Pe 3 iulie 2010, prezentatorul de televiziune Luis Lazarus a cumpărat postul pentru a-l redenumi în Zeus TV.